# Васильковская площадь
Васильковская площадь (до 2022 года — Амурская площадь) — площадь в Голосеевском районе города Киева, местность Голосеево.
Расположена между улицами Амурской, Васильковской, Михаила Максимовича и Теслярской. Возникла, вероятно, в 1920—30-е годы как площадь без названия. Современное название, в честь реки Амур, употребляется с 1970-х годов.
В процессе дерусификации городских объектов, 27 октября 2022 года площадь получила современное название — в честь города Васильков.

## Транспорт
- Автобусы 19, 78
- Троллейбус 45 , 12
- Станция метро «Васильковская»